# Świerkocin (Witnica)
Świerkocin [ɕfjɛrˈkɔt͡ɕin] (deutsch Fichtwerder) ist ein Dorf in der Gmina Witnica, in der polnischen Woiwodschaft Lebus. Es liegt 8 km östlich von Witnica (Vietz) und 20 km südwestlich von Gorzów Wielkopolski. Das Dorf hat etwa 300 Einwohner.
Das Dorf gehörte von 1950 bis 1975 zur Woiwodschaft Zielona Góra und von 1975 bis 1998 zur Woiwodschaft Gorzów Wielkopolski.

## Tourismus
Nicht weit vom Dorf befindet sich der ZOO Safari, ein privater Zoo, der mit dem Bus oder per Auto erreichbar ist.
Durch das Dorf führen zwei touristische Fahrradwege:
- Gostkowice – Świerkocin – Dąbroszyn (22 km)
- Świerkocin – Nowiny Wielkie – Nowe Dzieduszyce – Lubno (12,7 km)

## Persönlichkeiten
- Franz Riess (1848–1928), Glasmaler und Kunsthandwerker
- Paul Riess (1857–1933), Landschaftsmaler, Kunsthandwerker und Grafiker